# El Tío (dimoni)
El Tío és una deïtat de la cultura i tradició boliviana. És considerat com el déu del món subterrani a Cerro Rico i Potosí. Hi ha moltes estàtues d'aquest esperit demoníac en les mines. El Tío governa els baixos mons, donant protecció als miners, però també ruïna i destrucció si no li ofereixen nens.1 Els miners fan ofrenes com ara cigars, fulles de la coca o alcohol a les diferents estàtues. Es creu, així mateix, que si no s'alimenta adequadament el Tío, portarà a terme la seva venjança. Els habitants de Potosí sacrifiquen una llama en un ritual i escampen la seva sang a l'entrada de les mines. Els miners de Cerro Rico són catòlics i són creients tant de Jesús de Natzaret com de Tío. Aquest últim té la seva semblança amb deïtats de certes cultures folklòriques catòliques relacionades amb el vudú, com la lloa de la protecció de Papa Legba a Haití, o com en certes tradicions de Nova Orleans.
L'escriptor bolivià Víctor Montoya, en els seus llibres Cuentos de la mina i Conversaciones con el Tío de Potosí, ha recreat literàriament els mites i llegendes que giren al voltant d'aquest personatge de la cosmovisió andina. El 2013, el productor Naughty Boy, en col·laboració amb el cantant Sam Smith, va treure una cançó que explicava la història de l'Oncle.